# Chotel Czerwony

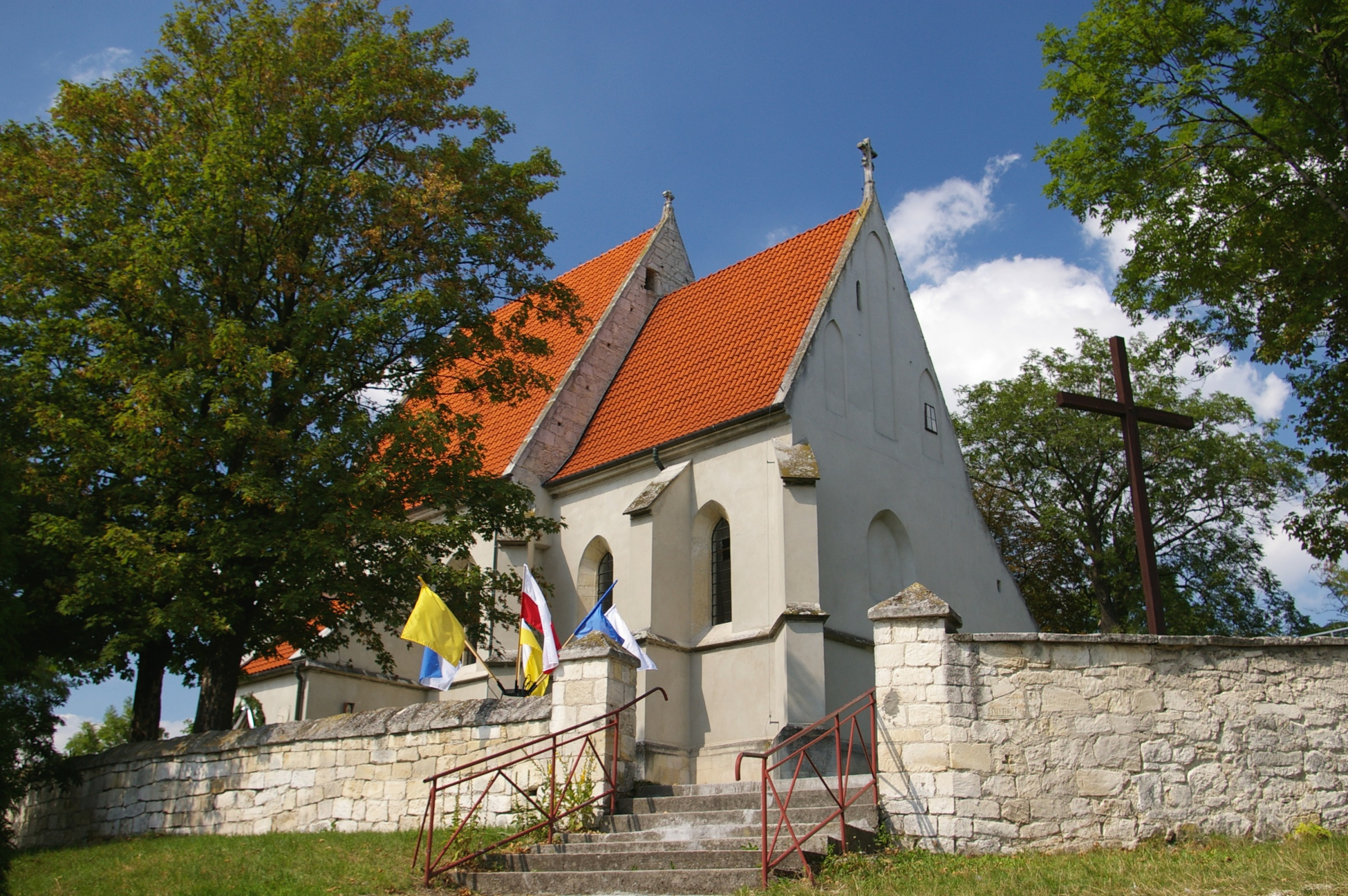
Kościół św. Bartłomieja

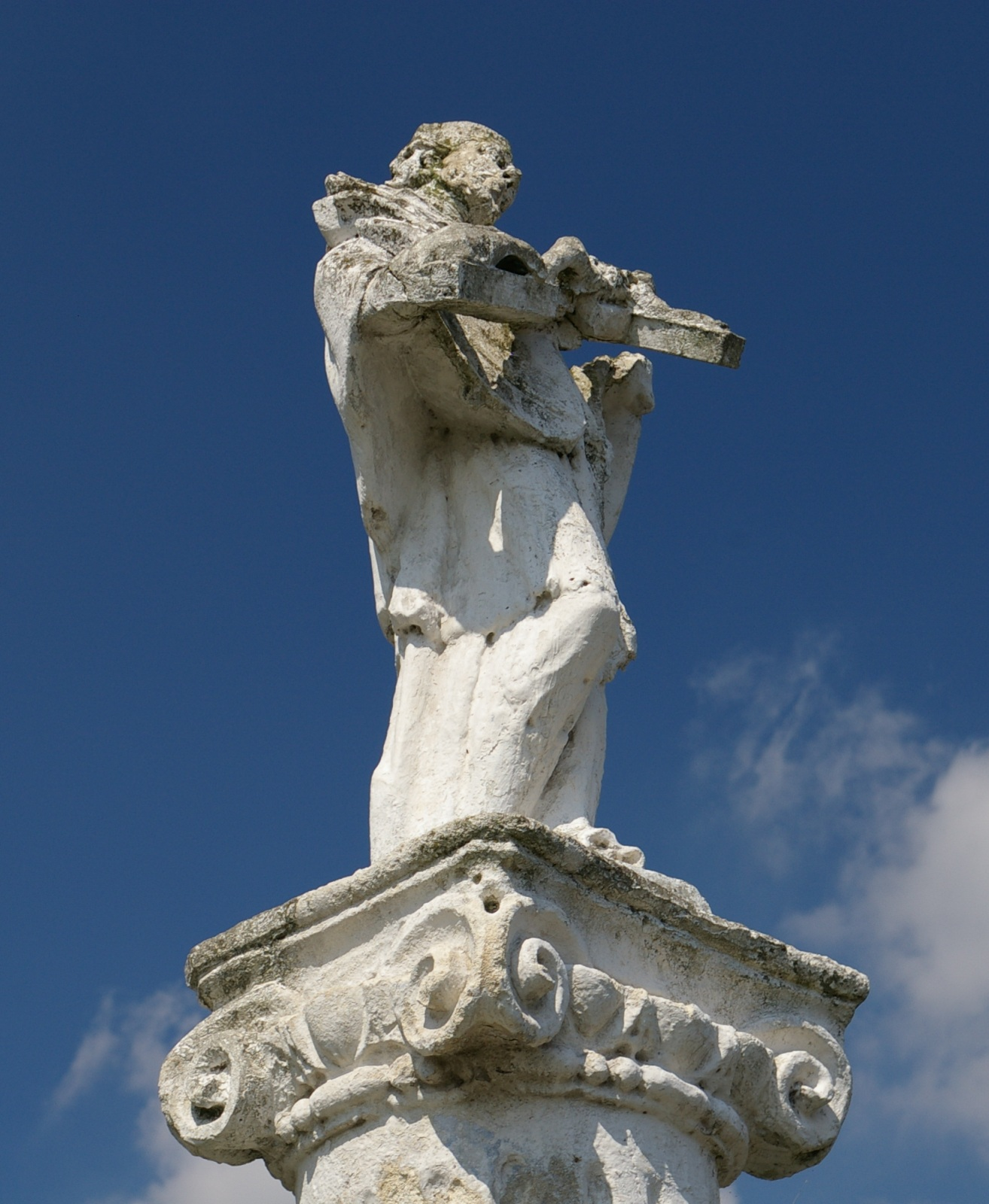
Figura św. Jana Nepomucena

Chotel Czerwony – wieś w Polsce położona w województwie świętokrzyskim, w powiecie buskim, w gminie Wiślica.
Wieś jest siedzibą parafii do której należą: Chotel Czerwony, Bilczów, Brzezie, Gluzy, Hołudza, Łatanice oraz przysiółek Aleksandrów w Skorocicach. 
| SIMC    | Nazwa                | Rodzaj    |
| ------- | -------------------- | --------- |
| 0276937 | Chochoł              | część wsi |
| 0276943 | Gaj                  | część wsi |
| 0276950 | Komornicze-Książyzna | część wsi |
| 0276966 | Poddębie             | część wsi |
| 0276972 | Zagórze              | część wsi |
| 0276989 | Zawierzbie           | część wsi |

## Położenie
Wieś położona jest na Ponidziu, w Niecce Soleckiej, na terenie Nadnidziańskiego Parku Krajobrazowego, w bezpośrednim sąsiedztwie rezerwatów przyrody Przęślin i Góry Wschodnie. Przez miejscowość przepływa rzeka Maskalis, lewy dopływ Nidy.
W okolicy znajdują się wychodnie gipsu. U podnóża wzgórza kościelnego można zobaczyć kilkumetrowej wysokości kryształy tego minerału. Niektóre z nich zabliźniaczone są w tzw. „jaskółczy ogon”. Wewnątrz wzgórza usytuowany jest wykuty na długość około 20 metrów korytarz, zwany przez miejscową ludność „kuchnią proboszcza”.
Miejscowość znajduje się ok. 13 km na południe od Buska-Zdroju i 2 km na wschód od drogi wojewódzkiej nr 776 z Buska do Wiślicy.
Przez wieś przechodzi  niebieski szlak turystyczny z Pińczowa do Wiślicy. Miejscowość znajduje się na odnowionej trasie Małopolskiej Drogi św. Jakuba z Sandomierza do Tyńca, która jest odzwierciedleniem dawnej średniowiecznej drogi do Santiago de Compostela.

## Historia
W dawnych źródłach wieś zapisywana była pod nazwą Chotel lub Rubea Ecclesia, tj. Czerwony Kościół. Najstarsza zachowana wzmianka pochodzi z 1244 r., kiedy to przy nadaniu klasztorowi w Mogile, połowy folwarku Wąchowa, jako świadek wymieniany jest Bryk z Chotla (Brictius de Chotel). W 1313 r. wybudowano tutaj drewniany kościół. Według dokumentu z 1325 r. plebanem w Chotlu był Boguchwał.
Według Jana Długosza parafia w Chotlu należała do najstarszych w okolicy. Była ona początkowo bardzo rozległa, jej ziemie sięgały aż po okolice Chmielnika. W późniejszym okresie wydzielano z niej sąsiednie parafie. Z jej podatków fundowano i uposażono kustosza wiślickiego, prepozyta i kantora. Korzystały z niej prebendy wiślickie nazywane stóżycką i widuchowską. Według Długosza kustosz wiślicki miał tu folwark i dwór z ogrodem. Dwa łany ziemi oraz łąkę posiadał tutaj biskup krakowski.
Wieś w kolejnych źródłach wymieniana była jako własność kapituły wiślickiej. W 1440 r. Jan Długosz, który był wówczas kustoszem kolegiaty wiślickiej, ufundował nowy kościół, na miejsce drewnianej świątyni, która była już wówczas stara i spróchniała. Nowa budowla powstała z kamienia ciosowego. Za czasów Długosza plebanem w Chotlu był Mikołaj z Bejsc. Do parafii należały wsie: Chotel, Gluzy, Bilczów, Hołudza i Łatanice. Dziesięcinę plebanowi z Chotla oddawały także wsie Olganów i Radzanów z parafii w Dobrowodzie.
Wypis z wizytacji z 1595 r. świadczy, że już wówczas w Chotlu istniała szkoła. Z 1690 r. pochodzi zapis, w którym Andrzej Grabianowski, kustosz wiślicki i miejscowy proboszcz, nakłada czynsz od 15 krów na chotelskich chłopów. Chłopi z Chotla płacili od krowy czynsz po grzywnie dla ubogich.
Istniała tutaj szkoła gminna. W 1827 r. w Chotlu Czerwonym było 52 domy i 362 mieszkańców.
Pod koniec zimy 1943 Niemcy zamordowali w Chotlu Czerwonym czworo Żydów ukrywających się we wsi, a gospodarza, u którego się ukrywali, zamordowali w Busku. Wczesną wiosną tego samego roku Niemcy zamordowali małżeństwo, które ukrywało Żydów.
W XIX w. i do 1950 roku miejscowość była siedzibą gminy Chotel, przemianowana na gminę Wiślica. W latach 1954–1959 wieś należała i była siedzibą władz gromady Chotel Czerwony, po jej zniesieniu w gromadzie Wiślica, a od 1973 r. w gminie Wiślica. W latach 1975–1998 Chotel Czerwony administracyjnie należał do województwa kieleckiego.

## Zabytki
- Gotycki kościół pw. św. Bartłomieja, wpisany wraz z cmentarzem kościelnym do rejestru zabytków nieruchomych (nr rej.: A.80/1-2 z 7.11.1947 i z 19.02.1966)[9],
- Figura św. Jana Nepomucena.

## Osoby związane z Chotlem Czerwonym
- Wit z Chotela, Vitus z Chotla herbu Janina – biskup płocki, fundator kilku klasztorów norbertanów na terenie Polski.
- Dzierżko herbu Janina – brat Wita z Chotela, właściciel części osady buskiej, fundator kościoła i klasztoru norbertanek w Busku[10].